# Jiří Opočenský (architekt)
Jiří Opočenský (*1978, Praha) je český architekt.
Narodil se v Praze roku 1978. Od roku 1997 do roku 2004 studoval na fakultě ČVUT v Praze. Od 2002 studoval na Technické univerzitě v Eindhovenu. V roce 2005 začal studovat v Akademii výtvarných umění v Praze.
V roce 2002 začal působit v ateliéru Kava. Od roku 2006 působil v ateliéru DNA Architekti. V roce 2007 spolu se Štěpánem Valouchem založil studio ov-a. Od roku 2019 je městský architekt Libčic nad Vltavou.
Od 2012 do 2013 byl vedoucím ateliéru ZAN na Fakultě architektury ČVUT.